# Horní Podluží
Horní Podluží là một làng thuộc huyện Děčín, vùng Ústecký, Cộng hòa Séc.